# E3 Harelbeke 1981
De E3 Harelbeke 1981 is de 24e editie van de wielerklassieker E3 Harelbeke en werd verreden op 28 maart 1981. Jan Raas kwam na 226 kilometer als winnaar over de streep.

## Uitslag
| Plaats  | Naam               | Ploeg                       | Tijd     |
| ------- | ------------------ | --------------------------- | -------- |
| Winnaar | Jan Raas           | Ti-Raleigh-Creda            | 5u48'00" |
| 2       | Ludo Delcroix      | Capri Sonne                 | z.t.     |
| 3       | Fons De Wolf       | Vermeer Thijs               | 7'10"    |
| 4       | Roger De Vlaeminck | DAF Trucks-Cote d'Or        | z.t.     |
| 5       | Henk Lubberding    | Ti-Raleigh-Creda            | z.t.     |
| 6       | Jos Schipper       | HB Alarmsystemen            | z.t.     |
| 7       | Hennie Kuiper      | DAF Trucks-Cote d'Or        | z.t.     |
| 8       | Eddy Vanhaerens    | Boule d'Or-Sunair           | z.t.     |
| 9       | Eddy Planckaert    | Splendor-Wickes-Europ Decor | z.t.     |
| 10      | Marc Demeyer       | Capri Sonne                 | z.t.     |